# Polycarpaea spicata
Polycarpaea spicata es una especie de fanerógama perteneciente a la familia de las cariofiláceas. Es originaria del noroeste de la India, Arabia, Egipto, Norte de Australia. Su hábitat natural son los matorrales secos y áreas rocosas subtropicales o tropical. 

## Descripción
Es una planta herbácea perennifolia que alcanza los 10 cm de altura, con ramificación, principalmente desde la base.

## Distribución y hábitat
Se encuentra en la arena y en las rocas; cerca del mar en la costa, hasta los 300 m altura, en Egipto, Arabia, Socotora, Irán, Pakistán, la India (las zonas costeras de Goa / Diu, Guyarat) y Australia.

## Taxonomía
Polycarpaea spicata fue descrita por Robert Wight y publicado en Annals of Natural History 3: 91. 1831.
Etimología
Polycarpaea: nombre genérico que procede del griego polys y karpos, y significa "abundante fructificación".
spicata: epíteto que procede del latín que significa "con espigas".
Sinonimia
- Polycarpaea staticaeformis Webb[4]